# ذي بقط (السدة)

تعديل مصدري - تعديل

ذي بقط هي إحدى قرى عزلة التويتي بمديرية السدة التابعة لمحافظة إب، بلغ تعداد سكانها 352 نسمة حسب تعداد اليمن لعام 2004.